# Schlacht bei Walutino
Wilkomir – Grodno – Mir – Ekau – Riga – Mogiljow – Ostrowno – Kobrin – Kljastizy – Gorodeczno – Smolensk – Polozk I – Walutino – Borodino – Moschaisk – Tarutino – Malojaroslawez – Polozk II – Wjasma – Dorogobusch – Tschaschniki – Ljachowo – Smoljany – Kaidanow – Krasnoi – Borissow – Beresina
Die Schlacht bei Walutina Gora (französische Transkription: Valoutina Gora) war ein Gefecht zwischen der Grande Armée und der russischen Armee, welches im Rahmen des napoleonischen Russlandfeldzuges am 19. August 1812 in der Nähe von Walutina Gora stattfand. Es handelte sich um ein Rückzugsgefecht, welches auf die von den Franzosen gewonnene Schlacht um Smolensk folgte.

## Vorgeschichte
Nachdem die russische Armee die Schlacht bei Smolensk verloren hatte, zog sie sich zuerst in Richtung Sankt Petersburg zurück, da die Straße nach Moskau von französischen Kanonen beherrscht wurde. Bei Lubino sollte die Armee wieder die Straße nach Moskau betreten. Damit dieses Manöver gefahrlos durchgeführt werden konnte, entsandte General Barclay das IV. Korps unter General Ostermann-Tolstoi mit einigen Soldaten nach Lubino, um die Stelle zu sichern, an der die russische Armee die Straße nach Moskau zu betreten gedachte.
Am 19. August vollzog die Vorhut der Grande Armée, das III. Korps unter Michel Ney den Dnjeprübergang bei Smolensk und verfolgte die Russen auf der Straße nach Moskau in Richtung auf Lubino, während die Kavallerie Grouchys den Fluss nördlicher überbrückte und den Gegner auf der Petersburger Straße suchte.

## Das Gefecht
Als Neys Vorhut, die Division unter General Razout an der Kolowdnia auf eine russische Brigade unter Pawel Tutschkow traf, brachten sich beide Gegner in Stellung. Um Neys Angriff zu unterstützen, befahl Napoleon dem nachfolgenden I. Korps unter Davout mit einer Division als Verstärkung in den Kampf einzugreifen. Nachdem Neys Truppen durch einen russischen Gegenstoß bereits über die Kolowdnia geworfen worden waren, griff die Division unter Gudin ein. Mit vereinten Kräften waren sie imstande, die Lage um die einzige Holzbrücke an der sumpfigen Kolowdnia wiederherzustellen und Tutschkow zurückzudrängen. Nach einiger Zeit erhielten die Russen aber bereits Verstärkung, sodass sich die Front in der Nähe von Walutina Gora stabilisierte. Bei diesen Kämpfen wurde General Gudin schwer verwundet und erlag wenige Tage darauf in Smolensk seinen Wunden.
Das französische VIII. Korps unter Andoche Junot, der sich am linken Flügel der Russen befand, hätte ihnen in den Rücken fallen können, doch er weigerte sich anzugreifen, sogar als ihn Murat persönlich dazu aufforderte. Dadurch verschenkte er den Sieg, denn ein Angriff von ihm hätte die russischen Einheiten wahrscheinlich zerschlagen. Oberleutnant von Conrady schrieb: "Unsere Kampfeslust machte sich laut Luft; einzelne Bataillone riefen, sie wollten vorgeführt werden; aber Junot rührte sich nicht[…] Noch nie ist die Gelegenheit, einen glänzenden Erfolg zu erringen, in so gewissenloser, feiger Weise versäumt worden!" Napoleon schätzte die Lage jedoch total falsch ein. Er glaubte, es handele sich nur um ein bedeutungsloses Rückzugsgefecht und sandte deswegen keine weiteren Verstärkungseinheiten. Derweil intensivierten sich die Kämpfe um Walutina Gora. Keine Seite wich zurück, sodass das Gefecht erst bei der Abenddämmerung endete und große Verluste auf beiden Seiten forderte. Bei Einbruch der Nacht waren die Soldaten vom Kämpfen so erschöpft, dass sie kein Nachtlager errichteten, sondern sich zwischen die Gefallenen legten.

## Bedeutung des Gefechtes
Die Verluste auf französischer Seite beliefen sich auf etwa 7.000 bis 9.000 Mann (darunter den Kommandanten der 3. Division, Général Charles Étienne Gudin de La Sablonnière),  während die Russen etwa 9.000 Mann verloren. Die Russen hatten jedoch genug Zeit gewonnen, um ihre Armee auf die Straße nach Moskau zu bewegen und sich zurückzuziehen. Napoleon erkannte jedoch nicht, wieso die Russen so erbitterten Widerstand leisteten, und nahm an, es sei nur ein Rückzugsgefecht. Hätte er die Bedeutung des Gefechtes erkannt und mehr Verstärkungen gesandt, wäre die ungeschützt marschierende russische Armee komplett zerschlagen worden. Somit vergab Napoleon in diesem Gefecht eine Chance zum Sieg im Russlandfeldzug. Der russische General Löwenstern schrieb später: "Das Schicksal des Feldzugs und der Armee hätte an diesem Tag besiegelt sein sollen." Das Gefecht ist trotz des Rückzugs als strategischer Sieg für die russische Seite zu werten, da das Gefecht es ihnen ermöglichte, ihre Armee zu retten und den Kampf gegen Napoleon fortzusetzen.
Der russische General Pawel Tutschkow fiel verwundet in französische Gefangenschaft und wurde nach den Kämpfen aufgefordert, eine schriftliche Nachricht Napoleons über seinen Bruder, den Kommandierenden General des III. Korps, Generalleutnant Nikolai Tutschkow, an den Zaren zu überbringen.